# Most kolejowy w Starym Boguminie
Most kolejowy w Starym Boguminie – graniczny most kolejowy nad rzeką Odrą, pomiędzy Chałupkami (po stronie polskiej) i Starym Boguminem – dzielnicą Bogumina (w Czechach). Pierwotnie został otwarty w 1848 roku; trzykrotnie był wysadzany (1866, 1939, 1945) i za każdym razem odbudowywany (1867, 1940, 1957). Przez most przebiega dwutorowa i zelektryfikowana linia kolejowa nr 151.

## Historia
Pierwotnie Kolej Wilhelma z Kędzierzyna do Bogumina planowano w całości poprowadzić prawym brzegiem Odry, a stacja w Raciborzu miała się znajdować w pobliżu lasu Obora, ok. 4 km na wschód od centrum miasta. Władze Raciborza skutecznie zabiegały jednak o budowę stacji kolejowej w centrum miasta. By móc ten cel zrealizować konieczne było wybudowanie dwóch mostów kolejowych na Odrze: jeden most w Raciborzu i kolejny pomiędzy Chałupkami i Boguminem, oraz wyburzenie fragmentu raciborskich murów miejskich. Wymagało to dodatkowych kosztów w wysokości 150 tys. talarów. Częściowo środki te wyłożył raciborski magistrat, który wykupił dodatkowo akcje o wartości 20 tys. talarów (wcześniej miasto wykupiło na rzecz budowy Kolei Wilhelma akcje za 7500 talarów). Miasto wykupiło także i przekazało bezpłatnie ponad 6 hektarów gruntów.
Most w Chałupkach został oddany do użytku 1 września 1848 roku, jako ostatni fragment trasy Kolei Wilhelma z Kędzierzyna do Bogumina (linia kolejowa dotarła do Chałupek już 1 maja 1847 roku, od tego czasu aż do ukończenia budowy mostu odcinek od Chałupek do Bogumina pokonywano konnymi powozami oraz promem). Most posiadał wówczas 12 przęseł i był długi na 230 m. Połowę środków na jego budowę przeznaczyła Kolej Północna. Obydwa mosty (w Raciborzu i Chałupkach) były największymi obiektami budowlanymi, jakie powstały w czasie budowy Kolei Wilhelma. 23 czerwca 1866 roku, podczas wojny prusko-austriackiej most został wysadzony przez żołnierzy pruskich. Odbudowę zakończono w sierpniu następnego roku. 28 maja 1909 roku oddano do użytku drugi tor. 1 września 1939 roku, tuż po wybuchu II wojny światowej most został ponownie wysadzony, tym razem przez polskich żołnierzy (Bogumin po zajęciu Zaolzia w 1938 roku znajdował się wówczas w polskich rękach). Prowizoryczną przeprawę Niemcy utworzyli już 10 września 1939 roku. Wysadzony most odtworzono w marcu 1940 roku. W nocy z 30 kwietnia na 1 maja 1945 roku został po raz kolejny wysadzony, tym razem przez wycofujących się niemieckich żołnierzy. Tuż po wojnie znów wybudowano tymczasowy, prowizoryczny most. Stała przeprawa została odbudowana wspólnie przez PKP i ČSD w 1957 roku. Sieć trakcyjną na odcinku linii kolejowej przebiegającym przez most oddano do użytku w 1990 roku. Podczas powodzi tysiąclecia w 1997 roku woda zarwała część przęseł mostu. Po powodzi szkody zostały naprawione. 19 stycznia 2007 roku tuż obok mostu kolejowego oddano do użytku nowy most drogowy.
W momencie powstania most znajdował się na granicy Królestwa Prus (później Cesarstwo Niemieckie) z Cesarstwem Austrii (później Austro-Węgry). Po zakończeniu I wojny światowej w 1918 roku biegła tędy granica niemiecko-czechosłowacka, a po zajęciu w 1938 roku Zaolzia przez Polskę granica niemiecko-polska. W trakcie II wojny światowej tereny po obu stronach rzeki zostały wcielone do Niemiec. Po II wojnie światowej Zaolzie powróciło do Czechosłowacji, a tereny należące do Niemiec przeszły w ręce Polaków. Po rozpadzie Czechosłowacji 1 stycznia 1993 roku granica polsko-czechosłowacka przeszła w granicę polsko-czeską. 21 grudnia 2007 roku na mocy układu z Schengen zniesiono kontrolę na przejściu granicznym.